# Gallery (rivista)
Gallery è una rivista di arte contemporanea fondata nel 1994 in Zimbabwe dalla Delta Gallery Publications. La rivista è diretta da Barbara Murray fino al 2000, che fu curatrice della Galleria Nazionale dello Zimbabwe e assistente alla galleria Tengenenge. Dal 2000 il direttore è Murray McCartney.

## Storia editoriale
Gallery è voluta dalla galleria Delta, una galleria d'arte fondata nel 1975 ad Harare. La galleria lancia e promuove artisti quali Tapfuma Gutsa, Berry Bickle, Luis Meque. Secondo Cédric Vincent e Thomas Boutoux, la rivista da una parte sostiene gli artisti della galleria e allo stesso tempo si interessa al panorama artistico dello Zimbabwe, ai laboratori di Triangle Art Trust, alla scultura Shona e alla situazione internazionale dell'arte contemporanea africana attraverso recensioni di eventi internazionali quali la Biennale di Dakar, la Biennale di Johannesburg, Africa 95. "Galley" nasce in Zimbabwe mentre vi è la rivista Insight (una pubblicazione di otto pagine in bianco e nero, di qualità, ma irregolare nelle sue uscite) prodotta dalla Galleria Nazionale, seguita poi dalla pubblicazione più generica e meno specializzata The Artist ed infine da Southern African Arts, con solo due numeri ed una diffusione modesta. Secondo Barbara MurrayGallery soddisfa la necessità di una rivista di critica, che stimoli il dibattito e l'interesse per l'arte nazionale e della Africa australe, senza essere esclusivamente legata alla galleria Delta.
La rivista sostiene la nascita di una critica d'arte nello Zimbabwe e per questo motivo è all'origine della creazione di una sezione dell'AICA Associazione Internazionale dei critici d'arte dello Zimbabwe.